# U-Boot-Klasse XXIII
Die U-Boot-Klasse XXIII, offiziell Typ XXIII genannt, war ein deutscher U-Boot-Typ gegen Ende des Zweiten Weltkrieges; sie wurde aufgrund ihrer geringen Größe als Küsten-U-Boot eingestuft. Nach dem Krieg hob die deutsche Bundesmarine zwei Boote dieses Typs und stellte sie als U-Boot-Klasse 240 wieder in Dienst.

## Geschichte
Genau wie die viel größere U-Boot-Klasse XXI war dieser Typ ein „Elektro-U-Boot“ und auf große Unterwasserfahrleistung ausgelegt. Durch die geringe Größe konnte das U-Boot nur zwei Torpedos mitführen, war aber einfacher zu produzieren und gelangte noch vor dem Kriegsende zum Einsatz.
Insgesamt wurden 61 Boote dieses Typs fertiggestellt, das erste U 2321 am 12. Juni 1944 bei der Hamburger Deutschen Werft AG. Bis Ende 1944 wurden 31 Boote geliefert, alle mit Mängeln und nicht gefechtsbereit. Sechs davon gingen noch auf Feindfahrt und versenkten insgesamt fünf Schiffe. Sieben Boote des Typs XXIII gingen im Krieg verloren, alle davon auf Ausbildungsfahrten oder im Hafen. U 2322 geriet am 4. Mai 1945 südlich von North Foreland in eine von U 245 (Typ VIIC) durch die Versenkung von zwei Frachtern ausgelöste Wasserbombenverfolgung und wurde erheblich beschädigt, während U 245 entkommen konnte.
Der letzte Versenkungserfolg der deutschen U-Boot-Flotte wurde von einem Boot dieses Typs erzielt.
Es war U 2336, das unter Kommandant Kapitänleutnant Emil Klusmeier am 7. Mai 1945 kurz nach 22:30 Uhr den alliierten Geleitzug EN 491 angriff und das britische Handelsschiff Avondale Park (2878 BRT) und die norwegische SS Sneland I (1791 BRT) mit je einem Torpedo versenkte.

### Planung
Die relativ geringe Größe und Bewaffnung dieser U-Boote wurde wesentlich durch Forderungen nach einer Transportfähigkeit mit Bahn und Binnenschiff zum Mittelmeer beeinflusst. Die U-Boot-Klasse XXIII hatte im Gegensatz zur viel größeren U-Boot-Klasse XXI keine Flakbewaffnung, nur ein Sehrohr, eine verkleinerte Version des Gruppenhorchgerätes Balkon mit 2 × 11 Membranempfängern, kein Aktiv-Sonar, kein Radar und nur zwei sieben Meter lange, von außen nachzuladende 53,3-cm-Torpedorohre ohne Reservetorpedos. Sie hatte nur eine Hülle, aber ebenfalls einen von der drucktechnisch idealen Kreisform abweichenden 8-förmigen Druckkörper. Dadurch wurde zusätzlicher Einbauraum für die vergrößerte Batterieanlage geschaffen. Es war nur die Verwendung des schweren E-Torpedos T IIIa FAT 2 vorgesehen. Der Zaunkönig-Torpedo stand für diese Boote nicht zur Verfügung.
Im Verlauf des Zweiten Weltkrieges wurden von den Alliierten die Bauwerften am Mittelmeer erobert, zum Beispiel die im französischen Toulon (23. August 1944), in denen bereits Rohsektionen montiert worden waren. Deshalb veränderten sich der geplante Einsatzraum und die Forderungen nach der Transportfähigkeit. Zudem wurde bei einer Überprüfung des Bootsgewichts festgestellt, dass das Boot durch von der Kriegsmarine verlangte zusätzliche Einrichtungen zu schwer und nicht mehr schwimmfähig geworden war. Dieser im U-Boot-Bau normalerweise folgenreiche Fehler konnte wegen der neuartigen Sektionsbauweise durch Einfügen eines 2,20 Meter langen Zwischenstücks (sogenannter „Oelfken“-Schuss) ohne erhebliche Verzögerungen ausgeglichen werden. Durch eine weitere Verlängerung um 1,30 Meter hätten zwei Reservetorpedos mitgenommen werden können und der Bugraum wäre für die Innenbeladung der Torpedos geeignet gewesen. Da diese Änderungen zu weiteren Terminverzögerungen geführt hätten, wurden sie von der Schiffbaukommission abgelehnt und es blieb bei der notwendigen Außenbeladung der Torpedorohre mit einem Eisengerüst und Vertrimmung des Bootes. Als Baukosten der Werft in Finkenwerder wurden 761.721 RM pro Boot ohne Schussbau ermittelt.

### Schnorchelanlage
Im Gegensatz zur größeren U-Boot-Klasse XXI war die Schnorchelanlage beim kleinen Typ XXIII ausreichend dimensioniert und der Dieselmotor ohne zusätzliche Aufladung reichlich bemessen. Die volle Dieselleistung wurde auch bei der Schnorchelfahrt erreicht, der Ansaugunterdruck betrug nur 38 mbar und der Abgasgegendruck 0,35 Atü. Zudem blieben Schnorchel und Sehrohr in allen Geschwindigkeitsbereichen schwingungsfrei.
Die maximale Schnorchelgeschwindigkeit mit Dieselantrieb war wegen des dabei geringeren Strömungswiderstands höher als die maximale Überwassergeschwindigkeit und erreichte 10,75 kn. Die Ortungswirksamkeit des feindlichen Radars konnte durch Schnorchelfahrt gegenüber dem aufgetauchten Boot auf etwa 30 % gesenkt werden. Ein spezieller gummiartiger Überzug für den Schnorchelkopf mit der Tarnbezeichnung „Schornsteinfeger“ ermöglichte es, die Wahrscheinlichkeit entdeckt zu werden, um weitere 10 % zu verringern.
Das Material dieses Überzugs, das von Johannes Jaumann zusammen mit der IG Farben im Frühjahr 1944 entwickelt wurde, bestand aus einer Aufeinanderfolge von leitfähigen Schichten, deren Leitfähigkeit von außen nach innen bis zur Metallwand des Schnorchels ansteigt. Die einzelnen Schichten werden durch dielektrische Stützschichten mit sehr niedriger Dielektrizitätskonstante voneinander getrennt. Eine auftreffende Radarwelle wird, je tiefer sie eindringt, von dieser Haut mehr und mehr absorbiert. Dabei wird die Amplitude der Welle nach und nach schwächer sowie auch langsamer. Die Energie der Welle wird im Idealfall vollständig in Wärme umgewandelt.
Die Radarwellen werden wie in einem Sumpf verschluckt – daher sprach man im Zusammenhang dieser Eigenschaft auch von einem Ortungssumpf. Andere Bezeichnungen sind „elektrischer Sumpf“, Leitwert- oder Radarsumpf.  Ein ähnliches Prinzip wie beim Aufbau des Überzugs wirkt zur Reflexionsunterdrückung in einem Wellensumpf.
Zur Warnung vor gegnerischer Radarortung befand sich auf dem Schnorchelkopf eine druckfeste Dezimeterwellen-Antenne „Bali 1“.
Eine Warnanlage vor höherfrequenter Zentimeterwellen-Radarortung bei Schnorchelfahrt gab es nicht. Zudem war der Teleskopschnorchel, der mit einem Druckluftmotor binnen 27 Sekunden aus- und eingefahren werden konnte, unzuverlässig. Der Schnorchelkopf hatte ein schwimmerbetätigtes Schnorchelkopfventil, das bei Überflutung automatisch schließen sollte. Die schwimmerbetätigten Ventile waren im Betrieb nicht störungsfrei. Ihre Funktion war abhängig vom Kurs des Bootes zur Seegangsrichtung und es gab kein Mittel gegen Vereisung. Der Druckluftmotor war bei seiner Benutzung so laut, dass beim Alarmtauchen von Schnorchel- auf Schleichfahrt oft auf das Einfahren des Schnorchels verzichtet wurde. Bei ausgefallenem Druckluftmotor war als Ersatz Handbetrieb möglich.
Bei Schnorchelbetrieb funktionierte das Gruppenhorchgerät aufgrund des eigenen Dieselgeräuschs nicht, das Boot selbst konnte jedoch in Entfernungen bis zu 8000 Metern gehorcht werden. Deshalb sollte der Schnorchelbetrieb alle 20 bis 40 Minuten zum Rundhorchen unterbrochen werden.

### Dieselmotor

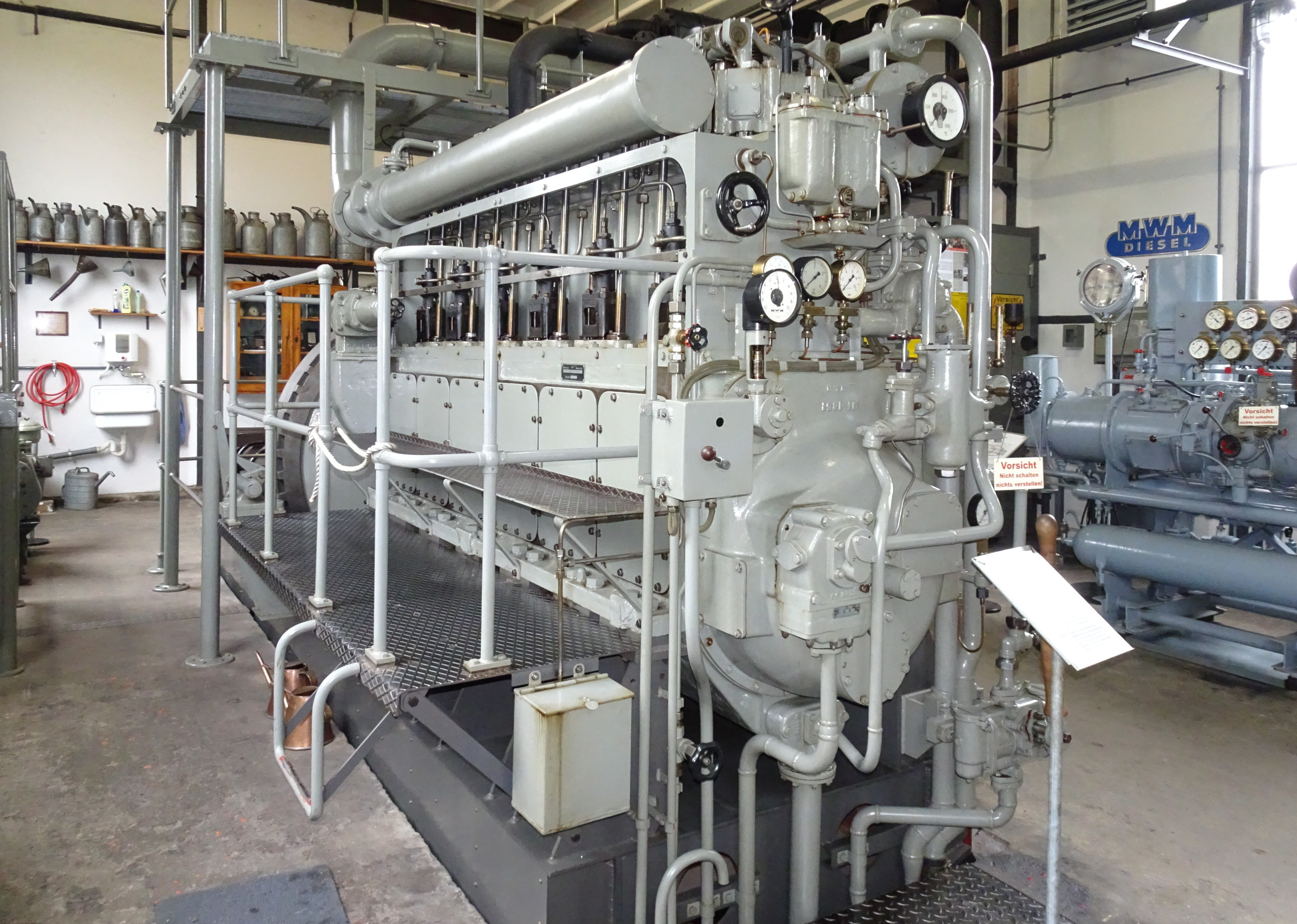
Ein Dieselmotor für die U-Boot-Klasse XXIII im Maschinenmuseum Kiel-Wik

Durch Reibungsverluste des 2,835:1 zwischen der Drehzahl von Diesel-/Haupt-E-Maschine und Propeller untersetzten Getriebes sowie der Wellenleitung wurden nur etwa 95,5 % dieser Motorleistungen der Schraube zugeführt.
Die geringste Geschwindigkeit mit Dieselmotor betrug wegen dessen Rußgrenze 5 kn.

### E-Motoren
Im Generatorbetrieb konnte die Haupt-E-Maschine bei 300 Volt Spannung einen Dauerstrom von 1280 A liefern. Bei Schleichfahrt mit Haupt-E-Maschine war das Geräusch des Hauptmaschinengetriebes die dominierende Geräuschquelle.
Die maximale Geschwindigkeit mit dem durch Keilriemen 3:1 untersetzten Schleichfahrtantrieb betrug 4,8 kn, die maximale Dauer-Schleichfahrt etwa 4,3 kn, die bei voll aufgeladener Batterie etwa 30 Stunden durchgehalten werden konnte. Bei einer Geschwindigkeit von 2,5 kn war der Unterwasser-Fahrbereich mit 215 sm = 398 km am größten.
Bei fast allen mit dem Schleichfahrtantrieb erreichbaren Geschwindigkeiten war das Boot praktisch geräuschlos. In elf Metern Tauchtiefe und bei 500 Metern Abstand war das Geräusch bei 120 min−1 Propellerdrehzahl geringer als 26 dB. Dabei ist zu berücksichtigen, dass für die dB-Einheit bei Wasserschall eine andere Bezugsgröße (1 µPa) als bei Luftschall (20 µPa) verwendet wird. Ein für Wasser angegebener Schalldruckpegel von 26 dB entspricht einem Schalldruckpegel von 0 dB für Luft (etwa menschliche Hörschwelle).
Dabei erreichte U 2321 in 20 Metern Tauchtiefe bei maximal 28 kW an der Welle 4,8 kn, eine doppelt so hohe Schleichfahrtgeschwindigkeit wie bei der U-Boot-Klasse VIIC. Bei maximaler Schleichfahrt ergaben sich Kavitationsgeräusche, die jedoch durch eine Kantenverdickung an den Propellerspitzen bei um 0,3 kn reduzierter Höchstgeschwindigkeit des Bootes leicht vermeidbar waren. Es wurde beschlossen, diese Veränderung bei allen Typ-XXIII-Booten einzuführen.

### Batterieanlage
Die Batterieanlage bestand aus zwei Bleiakkumulatoren-Halbbatterien mit erstmals 31 Doppelzellen der Bauart 2 × 21 MAL 740 E/23, um mit weniger Akkuzellen die gewünschten Spannungen von 240 und 120 Volt zu erhalten. Jede Doppelzelle hatte eine Masse von 598 kg. Bei 30 °C und 2176 A Strom hatte die Batterie bei 1,5 Stunden Entladezeit eine Kapazität von 3264 Ah, bei 874 A Strom und 5 Stunden Entladezeit 4370 Ah, bei 270 A Strom und 20 Stunden Entladezeit 5400 Ah und bei 116 A Strom und 50 Stunden Entladezeit 5800 Ah. Die Entladeschlussspannung lag zwischen 1,63 Volt/Einzelzelle bei 2176 A Entladestrom und 1,80 Volt/Einzelzelle bei 116 A Entladestrom. Bei einer mittleren Entladespannung von 2,0 Volt pro Zelle beträgt die rechnerische Gesamtspeicherkapazität etwa 1,3 Megawattstunden. Die vorgesehene Batteriespannung von 240 Volt (= 1,94 Volt/Einzelzelle) bei 1960 A Stromaufnahme der E-Maschine wurde im Bordbetrieb erreicht.
Die Batterieladung begann in der ersten Ladestufe mit 980 A Strom bis 2,4 Volt pro Zelle (= 149 Volt pro Halbbatterie). In der zweiten Ladestufe sank der Strom bei konstant 2,4 Volt Spannung pro Zelle langsam auf 245 A. In der dritten Ladestufe wurde mit konstant 245 A Strom bis 2,7 Volt pro Zelle geladen. Eine Schnellladung mit doppelter Anfangsstromstärke war nicht möglich, da die E-Maschine diesen Strom nicht liefern konnte und die Entlüftung nicht ausreichend dimensioniert war. Die volle Ladezeit nach einer vorherigen Entladung von 3 Stunden mit 1312 A = 3936 Ah betrug 6,75 Stunden, davon 3,6 Stunden für die erste Ladestufe und 1,2 Stunden für die zweite Ladestufe. Die dritte Ladestufe wurde zum Erhalt der Kapazität nur einmal wöchentlich empfohlen.
Die Batteriezellen scheiden bei ihrer Aufladung, starker Entladung und in geringen Mengen auch im Stand Knallgas ab, ein explosionsfähiges Gemisch aus Wasserstoff und Sauerstoff. Die Überladung jeder Ah zersetzt Wasser durch Elektrolyse in 0,42 Liter Wasserstoff und 0,21 Liter Sauerstoff pro Zelle. Bei 124 Zellen und der für die dritte Ladestufe verwendeten Konstantstromladung von 245 A werden demnach bis zu 19 m³ Knallgas (12,7 m³ Wasserstoff und 6,3 m³ Sauerstoff) pro Stunde im für eine Explosion idealen Mischungsverhältnis freigesetzt. In Luft wird Wasserstoff ab einem Anteil von vier Volumenprozent explosionsfähig.
Beim Laden sollte die Durchlüftung so eingestellt werden, dass aus jeder Akkuzelle pro Minute 59 Liter Luftknallgasgemisch abgesogen wurde, was einer zwanzigfachen Verdünnung der bei einem Ladestrom von 245 A möglichen Knallgasmenge entspricht.

### Manövriereigenschaften
Die Tauchzeit in Fahrt betrug nur 14 Sekunden. Der Drehkreis war bei Tauchfahrt klein und betrug fast unabhängig von der Geschwindigkeit 150 Meter. Bei Überwasserfahrt lag er zwischen 250 und 280 Metern.
Die Überwasser-Stabilität MG betrug 0,193 Meter, die Unterwasser-Stabilität FG 0,329 Meter. Die Trimmung dieser relativ kleinen Boote war unter Wasser so empfindlich, dass sie beim Ausstoß eines Torpedos dazu neigten, die Wasseroberfläche zu durchbrechen. Am 11. September 1944 geriet U 2324 unter Wasser bei einer Störungsübung im Maschinenraum außer Kontrolle und rammte, obwohl das Maschinenpersonal sofort und richtig reagierte, in 106 Metern Tiefe den sandigen Meeresboden.
Da die Tauchzellen ohne Flutklappen über Wasser bei Seegang etwas fluteten, war es notwendig, diese von Zeit zu Zeit mit Druckluft nachzublasen und den Trimm des Bootes ständig zu kontrollieren. Das geringe Reservedeplacement von 10,5 % ließ das Boot bei Wassereinbruch äußerst schnell wegsinken, wie Unglücksfälle bei den nach dem Krieg gehobenen „U Hai“ (ex. U 2365) und „U Hecht“ (ex. U 2367) zeigten. U 2331 sank am 10. Oktober 1944 vor Hela mit der gesamten Besatzung. Nach seiner Hebung wurde rekonstruiert, dass es vor dem Unfall über Wasser rückwärts gefahren war. Bei folgenden Versuchen stellte sich heraus, dass dabei mit vorgefluteten Tauchzellen die Gefahr eines unbeabsichtigten Unterschneidens bestand. Dies muss bei U 2331 so plötzlich eingetreten sein, dass nur der Kommandant und drei Angehörige der Brückenwache gerettet werden konnten.

### Tauchtiefe
Der XXIII-Entwurf sollte eine Konstruktionstauchtiefe von 100 Metern (2,5-fache Sicherheit), eine Prüftauchtiefe von 150 Metern und eine Zerstörungstiefe von 250 Metern haben. Die Druckkörper-Platten aus Schiffbaustahl St 52 KM hatten eine Stärke von 9,5 mm bis 11,5 mm und waren durch 140 × 7-mm-Flachwulst-Innenspanten im Abstand von 450 bis 550 mm versteift. Der im deutschen U-Boot-Bau bis Kriegsende verwendete gut schweißbare Kohlenstoffstahl St 52 hat eine Fließgrenze von 360 N/mm² und eine Festigkeit von 520 N/mm².
Spanten und Außenhaut bestanden aus St 42 KM. Der Druckkörper bestand vorn und mittschiffs im Bereich der Akkuzellen aus zwei aneinandergesetzten Zylinderschalen mit einem oberen Durchmesser von 3,00 Metern und einem unteren Durchmesser von 2,80 Metern. Die Gesamtlänge des Druckkörpers betrug ohne die Wölbungen an den Endböden 22,5 Meter. Sämtliche Tauchzellen und Treibölbunker befanden sich im nicht druckfesten Außenschiff.
Ab April 1944 wurde in der Eisenerzeugung für den Stahl St 52 eine Erhöhung des Kohlenstoff (C) und Silizium (Si)-Gehalts angeordnet, um Mangan zu sparen. Nach dem Bekanntwerden dieser Anordnung im August 1944 wurden mit dreimonatiger Verzögerung Rissbildungen beim Schweißen erwartet. Die Anordnung wurde deshalb sofort aufgehoben. Da die Rückumstellung weitere drei Monate erforderte, konnte sie frühestens im Frühjahr 1945 wirksam werden. Am 2. Oktober notierte Vizeadmiral Friedrich Ruge nach einer Besichtigung der Germaniawerft in seinem Tagebuch „Schlechte Schweißung der Typ XXIII-Boote“.
Die Beanspruchung des Druckkörpers beim Tauchen war im IBG von den Ingenieuren Schubert, Kuhlmann und Wüpper je nach Sektion bei einem Erfahrungsbeiwert von 0,8 mit Knickdrücken zwischen 25,6 und 28,8 kg/cm² berechnet und am 6. Dezember 1944 ein entsprechender Bericht vorgelegt worden. Die Berechnungsgrundlagen der neuen Zweikreisform des Druckkörpers waren jedoch wie bei der U-Boot-Klasse XXI unsicher. Die Berechnungen wurden offensichtlich für kreisförmige Druckkörperschalen ausgeführt. Die zusätzlichen Spannungen durch die Zweikreiskonstruktion des Druckkörpers konnten nur mit Näherungsformeln ermittelt werden. Ein Tieftauchversuch sollte diese Werte bestätigen.
Am 24. Januar 1945 führte U 2324 vor Norwegen mit einem Messtrupp mit Messuhren, Dehnungsschreiber und Spanndrähten an Bord einen Tieftauchversuch aus. Allerdings war es wegen des voll beladenen Bootes nicht möglich, alle vorgesehenen Messgeräte unterzubringen. Ursprünglich war geplant, bis auf 200 Meter Tiefe zu gehen. Bei 150 Metern wurden Knackgeräusche in unregelmäßigen Abständen wahrgenommen. Da die Ursache nicht klar war, hielt der LI das Boot in dieser Tiefe. Dabei wurde zwischen den Spanten 24,2 und 24,6 eine Druckspannung von 7,35 kg/mm³ gemessen. Obwohl die abgelesenen Messwerte keine Abweichungen von den Rechenwerten ergaben, weigerte sich der Kommandant, tiefer zu gehen und ließ auftauchen. Im Abschlussbericht wurde ausgeführt, dass der Druckkörper eine genügende Festigkeit habe, die Querschnittsverformungen relativ gering seien und größere plastische Verformungen, die auf eine Überbeanspruchung hindeuten, nicht aufgetreten seien.
Nach dem Krieg ging jedoch U 2326 am 6. Dezember 1946 bei einem Tieftauchversuch mit vorgesehenen 165 Metern Tiefe mit seiner französischen Besatzung verloren. Daraufhin angestellte Nachberechnungen der Festigkeit ergaben eine maximale sichere Tauchtiefe von 150 Metern und eine Zerstörungstiefe von 160 Metern. Aufgrund im Ingenieurkontor Lübeck durchgeführter genauer Berechnungen wurde für die nach dem Krieg gehobenen „U Hai“ (ex. U 2365) und „U Hecht“ (ex. U 2367) die Gebrauchstauchtiefe auf 65 Meter und die Konstruktionstauchtiefe auf 80 Meter reduziert.

### Tauchdauer
Der Luftinhalt des Bootes betrug etwa 130 m³. Bei 14 Mann Besatzung stieg der CO2-Gehalt der Atem-Luft nach 4,5 Stunden auf 1,5 %. Das Boot hatte deshalb einen Vorrat von 400 Behältern mit gebranntem Kalk für eine Luftreinigungsanlage, die ab 1,5 % CO2-Gehalt benutzt wurden und für je fünf Stunden ausreichend den CO2-Gehalt auf 1,5 % begrenzten (insgesamt 83 Tage).
Der Vorrat von 200 Litern Sauerstoff in Flaschen bei 150 atü Druck reichte bei 14 Mann Besatzung etwa 70 Stunden (drei Tage). Der Sauerstoff sollte zugesetzt werden, wenn sich der Sauerstoffgehalt der Luft von 21 % auf unter 17,5 % verringerte.

### Alberich-Beschichtung
Das OKM hatte im September 1944 geplant, von den bis Ende 1945 auszuliefernden 185 Stück Typ-XXIII-Booten etwa ein Drittel mit einer speziellen gummiartigen Beschichtung der Hülle, genannt Alberich, zu versehen, um sie so gegen feindliche Schallortung mithilfe von ASDIC zu schützen. Kriegsbedingt gelang dies nur noch für U 4704 und U 4708.

## Einheiten und Verbleib

### Deutsches Reich– Kriegsmarine
In den Jahren 1944 und 1945 wurden 65 U-Boote des Typs XXIII durch die Deutsche Werft AG in Hamburg und bei der Germaniawerft in Kiel fertiggestellt. Davon wurden vor dem Kriegsende noch 60 Boote bei der Kriegsmarine in Dienst gestellt. Im Verlauf der letzten Kriegsmonate gingen zwei Boote auf See bei Fliegerangriffen verloren. Weitere zwei Boote wurden bei Luftangriffen auf Häfen durch Bombentreffer zerstört. Vier Boote sanken infolge von Unfällen bzw. Minenschäden, wovon zwei noch während des Krieges gehoben und repariert wurden. Der größte Teil der in deutschen Gewässern befindlichen U-Boote wurde kurz vor dem Kriegsende auf Befehl von Großadmiral Dönitz von den eigenen Besatzungen vor der Ostseeküste selbstversenkt (Regenbogen-Befehl). Alle Wracks wurden – bis auf die zwei später für die Bundesmarine gehobenen Boote – in den frühen Nachkriegsjahren abgebrochen; die bei Kriegsende noch intakten Boote in deutschen und norwegischen Gewässern – mit Ausnahme von U 4706 – wurden an Großbritannien ausgeliefert und in Loch Ryan und Lisahally (heute Londonderry Port) gesammelt. Diese Boote wurden – bis auf wenige von der Royal Navy zu Erprobungszwecken übernommene und teilweise später an verbündete Marinen abgegebene Exemplare – im Rahmen der Operation Deadlight vernichtet. Kein U-Boot des Typs XXIII ist als Museums-Exemplar erhalten geblieben.
| Name   | Bauwerft                   | Kiellegung         | Stapellauf         | Indienststellung   | Einheit                                          | Außerdienststellung | Bemerkungen/Verbleib |
| ------ | -------------------------- | ------------------ | ------------------ | ------------------ | ------------------------------------------------ | ------------------- | --- |
| U 2321 | Deutsche Werft AG, Hamburg | 10. März 1944      | 17. April 1944     | 12. Juni 1944      | 4. U-Flottille, 32. U-Flottille, 11. U-Flottille | ?                   | am 27. November 1945 im Zuge der Operation Deadlight durch Geschützfeuer von Onslow und Błyskawica versenkt 56°10´N 10°05´W            |
| U 2322 | Deutsche Werft AG, Hamburg | 22. März 1944      | 30. April 1944     | 1. Juli 1944       | 4. U-Flottille, 32. U-Flottille, 11. U-Flottille | ?                   | am 27. November 1945 im Zuge der Operation Deadlight durch Geschützfeuer von Onslow und Błyskawica versenkt 56°10´N 10°05´W            |
| U 2323 | Deutsche Werft AG, Hamburg | 11. April 1944     | 31. Mai 1944       | 18. Juli 1944      | 4. U-Flottille                                   | ?                   | in Kiel verschrottet |
| U 2324 | Deutsche Werft AG, Hamburg | 21. April 1944     | 16. Juni 1944      | 25. Juli 1944      | 4. U-Flottille, 32. U-Flottille, 11. U-Flottille | ?                   | am 27. November 1945 im Zuge der Operation Deadlight durch Geschützfeuer von HMS Onslow und ORP Błyskawica versenkt 56°10´N 10°05´W    |
| U 2325 | Deutsche Werft AG, Hamburg | 29. April 1944     | 13. Juli 1944      | 3. August 1944     | 4. U-Flottille, 32. U-Flottille, 11. U-Flottille | ?                   | am 28. November 1945 im Zuge der Operation Deadlight durch Geschützfeuer von Onslaught und Piorun versenkt 56°10´N 10°05´W             |
| U 2326 | Deutsche Werft AG, Hamburg | 8. Mai 1944        | 17. Juli 1944      | 11. August 1944    | 4. U-Flottille, 32. U-Flottille, 11. U-Flottille | ?                   | Kapitulation und Einlaufen in Dundee am 14. Mai 1945, siehe N 35                                                                       |
| U 2327 | Deutsche Werft AG, Hamburg | 16. Mai 1944       | 27. Juli 1944      | 19. August 1944    | 32. U-Flottille                                  | ?                   | am 3. Mai 1945 im Ubootbunker FINK II in Hamburg selbstversenkt, Wrack abgebrochen                                                     |
| U 2328 | Deutsche Werft AG, Hamburg | 19. Mai 1944       | 17. August 1944    | 25. August 1944    | 32. U-Flottille, 11. U-Flottille                 | ?                   | am 27. November 1945 bei Operation Deadlight vor Versenkung durch Wassereinbruch gesunken 55°12´N 09°48´W                              |
| U 2329 | Deutsche Werft AG, Hamburg | 2. Juni 1944       | 11. August 1944    | 1. September 1944  | 32. U-Flottille, 11. U-Flottille                 | ?                   | am 28. November 1945 im Zuge der Operation Deadlight durch Geschützfeuer von HMS Onslaught und ORP Piorun versenkt 56°10´N 10°05´W     |
| U 2330 | Deutsche Werft AG, Hamburg | 12. Juni 1944      | 18. August 1944    | 7. September 1944  | 32. U-Flottille, 11. U-Flottille                 | ?                   | in Kiel versenkt, Wrack abgebrochen |
| U 2331 | Deutsche Werft AG, Hamburg | 30. Juni 1944      | 22. August 1944    | 12. September 1944 | 32. U-Flottille                                  | ?                   | in Kiel versenkt, Wrack abgebrochen |
| U 2332 | Germaniawerft, Kiel        | 20. September 1944 | 18. Oktober 1944   | 13. November 1944  | 5. U-Flottille                                   | ?                   | am 3. Mai 1945 im Ubootbunker FINK II in Hamburg selbstversenkt, Wrack abgebrochen                                                     |
| U 2333 | Germaniawerft, Kiel        | 27. September 1944 | 16. November 1944  | 18. Dezember 1944  | 5. U-Flottille                                   | ?                   | am 5. Mai 1945 in der Geltinger Bucht selbstversenkt, Wrack abgebrochen                                                                |
| U 2334 | Deutsche Werft AG, Hamburg | 17. Juli 1944      | 26. August 1944    | 21. September 1944 | 32. U-Flottille, 11. U-Flottille                 | ?                   | am 28. November 1945 im Zuge der Operation Deadlight durch Geschützfeuer von HMS Onslaught und ORP Piorun versenkt 56°10´N 10°05´W     |
| U 2335 | Deutsche Werft AG, Hamburg | 20. Juli 1944      | 31. August 1944    | 27. September 1944 | 32. U-Flottille, 11. U-Flottille                 | ?                   | am 28. November 1945 im Zuge der Operation Deadlight durch Geschützfeuer von HMS Onslaught und ORP Piorun versenkt 56°10´N 10°05´W     |
| U 2336 | Deutsche Werft AG, Hamburg | 27. Juli 1944      | 10. September 1944 | 30. September 1944 | 32. U-Flottille, 4. U-Flottille                  | 15. Mai 1945        | am 3. Januar 1946 im Zuge der Operation Deadlight durch Geschützfeuer von Offa versenkt 56°06´N 09°00´W                                |
| U 2337 | Deutsche Werft AG, Hamburg | 2. August 1944     | 15. September 1944 | 4. Oktober 1944    | 32. U-Flottille                                  | ?                   | am 28. November 1945 im Zuge der Operation Deadlight durch Geschützfeuer von Onslaught und Piorun versenkt 56°10´N 10°05´W             |
| U 2338 | Deutsche Werft AG, Hamburg | 10. August 1944    | 18. September 1944 | 9. Oktober 1944    | 32. U-Flottille                                  | ?                   | am 4. Mai 1945 vor Fredericia von Flugzeug versenkt, Wrack abgebrochen                                                                 |
| U 2339 | Deutsche Werft AG, Hamburg | 15. August 1944    | 22. September 1944 | 16. November 1944  | 32. U-Flottille, 8. U-Flottille, 4. Flottille    | ?                   | am 5. Mai 1945 in der Geltinger Bucht selbstversenkt, Wrack abgebrochen                                                                |
| U 2340 | Deutsche Werft AG, Hamburg | 18. August 1944    | 28. September 1944 | 16. Oktober 1944   | 32. U-Flottille                                  | ?                   | am 30. März 1945 bei Luftangriff auf Hamburg bei der Deutsche Werft AG versenkt                                                        |
| U 2341 | Deutsche Werft AG, Hamburg | 23. August 1944    | 3. Oktober 1944    | 21. Oktober 1944   | 32. U-Flottille                                  | ?                   | am 31. Dezember 1945 im Zuge der Operation Deadlight durch Geschützfeuer von HMS Onslaught und ORP Błyskawica versenkt 55°44´N 08°19´W |
| U 2342 | Deutsche Werft AG, Hamburg | 29. August 1944    | 13. Oktober 1944   | 1. November 1944   | 32. U-Flottille                                  | ?                   | vor Swinemünde auf Mine gelaufen und gesunken                                                                                          |
| U 2343 | Deutsche Werft AG, Hamburg | 31. August 1944    | 18. Oktober 1944   | 6. November 1944   | 32. U-Flottille, 4. U-Flottille                  | ?                   | am 5. Mai 1945 in der Geltinger Bucht selbstversenkt, Wrack abgebrochen                                                                |
| U 2344 | Deutsche Werft AG, Hamburg | 4. September 1944  | 24. Oktober 1944   | 10. November 1944  | 32. U-Flottille                                  | ?                   | am 18. Februar 1945 vor Heiligendamm mit U 2336 kollidiert und gesunken, im Juni 1956 gehoben und 1958 in Rostock verschrottet         |
| U 2345 | Deutsche Werft AG, Hamburg | 7. September 1944  | 28. Oktober 1944   | 15. November 1944  | 32. U-Flottille                                  | ?                   | am 27. November 1945 im Zuge der Operation Deadlight durch Sprengladung versenkt 56°10´N 10°05´W                                       |
| U 2346 | Deutsche Werft AG, Hamburg | 14. September 1944 | 31. Oktober 1944   | 20. November 1944  | 32. U-Flottille, 4. U-Flottille                  | ?                   | am 5. Mai 1945 in der Geltinger Bucht selbstversenkt, Wrack abgebrochen                                                                |
| U 2347 | Deutsche Werft AG, Hamburg | 19. September 1944 | 6. Oktober 1944    | 2. Dezember 1944   | 32. U-Flottille, 4. U-Flottille                  | ?                   | am 5. Mai 1945 in der Geltinger Bucht selbstversenkt, Wrack abgebrochen                                                                |
| U 2348 | Deutsche Werft AG, Hamburg | 22. September 1944 | 11. November 1944  | 4. Dezember 1944   | 32. U-Flottille, 4. U-Flottille                  | ?                   | siehe N 21 |
| U 2349 | Deutsche Werft AG, Hamburg | 25. September 1944 | 20. November 1944  | 11. Dezember 1944  | 32. U-Flottille, 4. U-Flottille                  | ?                   | am 5. Mai 1945 in der Geltinger Bucht selbstversenkt, Wrack abgebrochen                                                                |
| U 2350 | Deutsche Werft AG, Hamburg | 28. September 1944 | 22. November 1944  | 23. Dezember 1944  | 32. U-Flottille, 4. U-Flottille                  | ?                   | am 28. November 1945 im Zuge der Operation Deadlight durch Geschützfeuer von HMS Onslaught und ORP Piorun versenkt 56°10´N 10°05´W     |
| U 2351 | Deutsche Werft AG, Hamburg | 3. Oktober 1944    | 25. November 1944  | 30. Dezember 1944  | 32. U-Flottille, 4. U-Flottille                  | ?                   | am 3. Januar 1946 im Zuge der Operation Deadlight durch Geschützfeuer von Offa versenkt 55°50´N 08°20´W                                |
| U 2352 | Deutsche Werft AG, Hamburg | 9. Oktober 1944    | 5. Dezember 1944   | 11. Januar 1945    | 32. U-Flottille, 4. U-Flottille                  | ?                   | am 5. Mai 1945 im Höruper Haff selbstversenkt, Wrack abgebrochen                                                                       |
| U 2353 | Deutsche Werft AG, Hamburg | 10. Oktober 1944   | 6. Dezember 1944   | 9. Januar 1945     | 32. U-Flottille, 4. U-Flottille                  | ?                   | siehe N 31 |
| U 2354 | Deutsche Werft AG, Hamburg | 14. Oktober 1944   | 10. Dezember 1944  | 11. Januar 1945    | 32. U-Flottille, 4. U-Flottille                  | ?                   | am 22. Dezember 1945 im Zuge der Operation Deadlight durch Geschützfeuer von HMS Onslow versenkt 56°00´N 10°05´W                       |
| U 2355 | Deutsche Werft AG, Hamburg | 18. Oktober 1944   | 13. Dezember 1944  | 12. Januar 1945    | 32. U-Flottille, 4. U-Flottille                  | ?                   | am 3. Mai 1945 vor Laboe selbstversenkt, Wrack abgebrochen                                                                             |
| U 2356 | Deutsche Werft AG, Hamburg | 21. Oktober 1944   | 19. Dezember 1944  | 12. Januar 1945    | 32. U-Flottille, 4. U-Flottille                  | ?                   | am 6. Januar 1946 im Zuge der Operation Deadlight durch Geschützfeuer von HMS Onslaught versenkt 55°50´N 08°20´W                       |
| U 2357 | Deutsche Werft AG, Hamburg | 27. Oktober 1944   | 20. Dezember 1944  | 13. Januar 1945    | 32. U-Flottille, 4. U-Flottille                  | ?                   | am 5. Mai 1945 in der Geltinger Bucht selbstversenkt, Wrack abgebrochen                                                                |
| U 2358 | Deutsche Werft AG, Hamburg | 1. November 1944   | 22. Dezember 1944  | 16. Januar 1945    | 32. U-Flottille, 4. U-Flottille                  | ?                   | am 5. Mai 1945 in der Geltinger Bucht selbstversenkt, Wrack abgebrochen                                                                |
| U 2359 | Deutsche Werft AG, Hamburg | 3. November 1944   | 23. Dezember 1944  | 16. Januar 1945    | 32. U-Flottille, 4. U-Flottille                  | ?                   | am 2. Mai 1945 im Kattegat von Flugzeug versenkt                                                                                       |
| U 2360 | Deutsche Werft AG, Hamburg | 7. November 1944   | 29. Dezember 1944  | 23. Januar 1945    | 32. U-Flottille, 4. U-Flottille                  | ?                   | Turm mit verändertem, nach innen gewölbten Brückenschanzkleid, am 5. Mai 1945 in der Geltinger Bucht selbstversenkt, Wrack abgebrochen |
| U 2361 | Deutsche Werft AG, Hamburg | 12. November 1944  | 3. Januar 1945     | 3. Februar 1945    | 32. U-Flottille, 4. U-Flottille                  | ?                   | am 27. November 1945 im Zuge der Operation Deadlight durch Geschützfeuer von HMS Onslow und ORP Błyskawica versenkt 56°10´N 10°05´W    |
| U 2362 | Deutsche Werft AG, Hamburg | 22. November 1944  | 11. Januar 1945    | 5. Februar 1945    | 32. U-Flottille, 4. U-Flottille                  | ?                   | am 5. Mai 1945 in der Geltinger Bucht selbstversenkt, Wrack abgebrochen                                                                |
| U 2363 | Deutsche Werft AG, Hamburg | 22. November 1944  | 18. Januar 1945    | 5. Februar 1945    | 32. U-Flottille, 4. U-Flottille                  | ?                   | am 28. November 1945 im Zuge der Operation Deadlight durch Geschützfeuer von HMS Onslaught und ORP Piorun versenkt 56°10´N 10°05´W     |
| U 2364 | Deutsche Werft AG, Hamburg | 27. November 1944  | 23. Januar 1945    | 14. Februar 1945   | 32. U-Flottille, 4. U-Flottille                  | ?                   | am 5. Mai 1945 in der Geltinger Bucht selbstversenkt, Wrack abgebrochen                                                                |
| U 2365 | Deutsche Werft AG, Hamburg | 6. Dezember 1944   | 26. Januar 1945    | 2. März 1945       | 4. U-Flottille                                   | ?                   | am 8. Mai 1945 im Kattegat selbstversenkt, Wrack 1956 gehoben siehe U Hai                                                              |
| U 2366 | Deutsche Werft AG, Hamburg | 6. Dezember 1944   | 17. Februar 1945   | 10. März 1945      | 4. U-Flottille                                   | ?                   | am 5. Mai 1945 in der Geltinger Bucht selbstversenkt, Wrack abgebrochen                                                                |
| U 2367 | Deutsche Werft AG, Hamburg | 11. Dezember 1944  | 23. Februar 1945   | 17. März 1945      | 4. U-Flottille                                   | ?                   | am 9. Mai 1945 vor Schleimünde selbstversenkt, Wrack 1956 gehoben siehe U Hecht                                                        |
| U 2368 | Deutsche Werft AG, Hamburg | 15. Dezember 1944  | 19. März 1945      | 11. April 1945     | 4. U-Flottille                                   | ?                   | am 5. Mai 1945 in der Geltinger Bucht selbstversenkt, Wrack abgebrochen                                                                |
| U 2369 | Deutsche Werft AG, Hamburg | 20. Dezember 1944  | 24. März 1945      | 18. April 1945     | 4. U-Flottille                                   | ?                   | am 5. Mai 1945 in der Geltinger Bucht selbstversenkt, Wrack abgebrochen                                                                |
| U 2370 | Deutsche Werft AG, Hamburg | 20. Dezember 1944  | April 1945         | nicht erfolgt      | –                                                | –                   | am 3. Mai 1945 im Ubootbunker FINK II in Hamburg selbstversenkt, Wrack abgebrochen                                                     |
| U 2371 | Deutsche Werft AG, Hamburg | 19. Januar 1945    | 18. April 1945     | nicht erfolgt      | –                                                | –                   | am 3. Mai 1945 im Ubootbunker FINK II in Hamburg selbstversenkt, Wrack abgebrochen                                                     |
| U 4701 | Germaniawerft, Kiel        | 19. Oktober 1944   | 14. Dezember 1944  | 10. Januar 1945    | 5. U-Flottille                                   | ?                   | am 5. Mai 1945 im Höruper Haff selbstversenkt, Wrack abgebrochen                                                                       |
| U 4702 | Germaniawerft, Kiel        | 28. Oktober 1944   | 20. Dezember 1944  | 12. Januar 1945    | 5. U-Flottille                                   | ?                   | am 5. Mai 1945 in der Geltinger Bucht selbstversenkt, Wrack abgebrochen                                                                |
| U 4703 | Germaniawerft, Kiel        | 1. November 1944   | 3. Januar 1945     | 21. Januar 1945    | 5. U-Flottille                                   | ?                   | am 5. Mai 1945 in der Geltinger Bucht selbstversenkt, Wrack abgebrochen                                                                |
| U 4704 | Germaniawerft, Kiel        | 9. November 1944   | 13. Februar 1945   | 14. März 1945      | 5. U-Flottille                                   | ?                   | am 5. Mai 1945 im Höruper Haff selbstversenkt, Wrack abgebrochen                                                                       |
| U 4705 | Germaniawerft, Kiel        | 10. November 1944  | 11. Januar 1945    | 2. Februar 1945    | 5. U-Flottille                                   | ?                   | am 3. Mai 1945 in Kiel selbstversenkt, Wrack abgebrochen                                                                               |
| U 4706 | Germaniawerft, Kiel        | 14. November 1944  | 19. Januar 1945    | 7. Februar 1945    | 5. U-Flottille                                   | ?                   | bei Kriegsende fahruntüchtig in Kristiansand, britische Kriegsbeute, im Oktober 1948 von Norwegen übernommen, siehe KNM Knerten        |
| U 4707 | Germaniawerft, Kiel        | 5. Dezember 1944   | 25. Januar 1945    | 20. Februar 1945   | 5. U-Flottille                                   | ?                   | am 5. Mai 1945 in der Geltinger Bucht selbstversenkt, Wrack abgebrochen                                                                |
| U 4708 | Germaniawerft, Kiel        | 1. Dezember 1944   | 24. März 1945      | nicht erfolgt      | –                                                | –                   | am 9. April 1945 bei Luftangriff auf Kiel im Ubootbunker Kilian versenkt                                                               |
| U 4709 | Germaniawerft, Kiel        | Dezember 1944      | 8. Februar 1945    | 3. März 1945       | 5. U-Flottille                                   | ?                   | am 3. Mai 1945 im Schwimmdock der Germaniawerft in Kiel selbstversenkt, Wrack abgebrochen                                              |
| U 4710 | Germaniawerft, Kiel        | Januar 1945        | 14. April 1945     | 1. Mai 1945        | 5. U-Flottille                                   | ?                   | am 5. Mai 1945 in der Geltinger Bucht selbstversenkt, Wrack abgebrochen                                                                |
| U 4711 | Germaniawerft, Kiel        | Januar 1945        | 21. Februar 1945   | 12. März 1945      | 5. U-Flottille                                   | ?                   | am 3. Mai 1945 im Schwimmdock der Germaniawerft in Kiel selbstversenkt, Wrack abgebrochen                                              |
| U 4712 | Germaniawerft, Kiel        | 3. Januar 1945     | 1. März 1945       | 3. April 1945      | 5. U-Flottille                                   | ?                   | am 3. Mai 1945 im Schwimmdock der Germaniawerft in Kiel selbstversenkt, Wrack abgebrochen                                              |
| U 4713 | Germaniawerft, Kiel        | Februar 1945       | 19. April 1945     | nicht erfolgt      | –                                                | –                   | am 3. Mai 1945 im Schwimmdock der Germaniawerft in Kiel selbstversenkt, Wrack abgebrochen                                              |
| U 4714 | Germaniawerft, Kiel        | Februar 1945       | 26. April 1945     | nicht erfolgt      | –                                                | –                   | am 3. Mai 1945 im Schwimmdock der Germaniawerft in Kiel selbstversenkt, Wrack abgebrochen                                              |

### Vereinigtes Konigreich– Royal Navy
Einige der nach dem Kriegsende an Großbritannien ausgelieferten U-Boote des Typs XXIII wurden nicht bei der Operation Deadlight vernichtet, sondern von der Royal Navy für Erprobungszwecke ausgewählt. Diese Boote wurden nach kurzer Zeit an verbündete Marinen abgegeben oder verschrottet.
| Name | Vormals | Indienststellung | Einheit | Außerdienststellung | Verbleib                   |
| ---- | ------- | ---------------- | ------- | ------------------- | -------------------------- |
| N 21 | U 2348  | ?                | ?       | ?                   | im April 1949 verschrottet |
| N 31 | U 2353  | ?                | ?       | ?                   | siehe Sowjetunion н 31     |
| N 35 | U 2326  | ?                | ?       | ?                   | siehe Frankreich U 2326    |

### Frankreich– Marine nationale française
Die Marine Nationale übernahm – neben dem Typ-XXI-Boot U 2518 – mit U 2326 im Februar 1946 auch ein Boot des Typs XXIII von Großbritannien. Nach Überholungsarbeiten in den Werften von Cherbourg (April 1946) und Lorient wurde das Boot nach Toulon verlegt. Vor der dortigen Küste ging es am 5. Dezember 1946 aufgrund eines Tauchunfalls verloren. Es gab keine Überlebenden. Mit Besatzung gesunkene Kriegsschiffe gelten in Frankreich als Seegrab und werden grundsätzlich nicht gehoben.
| Name   | Vormals      | Indienststellung | Einheit | Außerdienststellung | Verbleib                                                                   |
| ------ | ------------ | ---------------- | ------- | ------------------- | -------------------------------------------------------------------------- |
| U 2326 | N 35, U 2326 | ?                | ?       | -                   | am 5. oder 6. Dezember 1946 mit der gesamten Besatzung vor Toulon gesunken |

### Sowjetunion– Sowjetische Marine
Durch die Flucht der deutschen U-Boote nach Westen, den Vormarsch der westlichen Alliierten und schließlich die Art und Weise der Aufteilung der Besatzungszonen waren die U-Boote des Typs XXIII und ihre Produktionsstätten dem Zugriff der Roten Armee entzogen. Folglich konnte die Sowjetunion nur durch die Forderung der Beteiligung an der britischen Kriegsbeute in den Besitz eines U-Bootes des Typs XXIII gelangen. Die Royal Navy übergab schließlich N 31 (vormals U 2353) an die sowjetische Marine. N 31 verlegte am 23. November 1945 unter sowjetischer Flagge nach Libau. Dabei blieb die britische Bezeichnung erhalten, wurde aber in kyrillischer Schreibweise als н 31 ausgeführt. Mit der Verschrottung des Bootes 1963 hörte die letzte Einheit des Typs XXIII außerhalb Deutschlands auf zu existieren.
| Name          | Vormals      | Indienststellung | Einheit          | Außerdienststellung | Verbleib          |
| ------------- | ------------ | ---------------- | ---------------- | ------------------- | ----------------- |
| M-31, ex н 31 | N 31, U 2353 | Januar 1946      | Baltische Flotte | 1952                | 1963 verschrottet |

### Norwegen– Kongelige Norske Marine (Sjøforsvaret)
Das bei Kriegsende fahruntüchtig in Kristiansand liegende U 4706 wurde zunächst im Mai 1945 britische Kriegsbeute und schließlich im Oktober 1948 an die norwegische Marine übergeben, die bereits über drei deutsche Beute-U-Boote des Typs VII C verfügte. Zu diesem Zeitpunkt war U 4706 das letzte intakte bei der Germaniawerft in Kiel gebaute U-Boot des Typs XXIII. Aufgrund eines Brandes kam es nicht mehr zur beabsichtigten Indienststellung von U 4706 als KNM Knerten. Stattdessen wurde der Hulk am 14. April 1950 zunächst dem Kongelig Norsk Seilforening (KNS) übergeben und schließlich 1954 verschrottet. Damit wurde U 4701 nur wenige Jahre zu früh verschrottet, um ggf. durch einen Rückkauf für eine Instandsetzung und Indienststellung in der Bundesmarine in Frage zu kommen.

### Deutschland– Bundesmarine

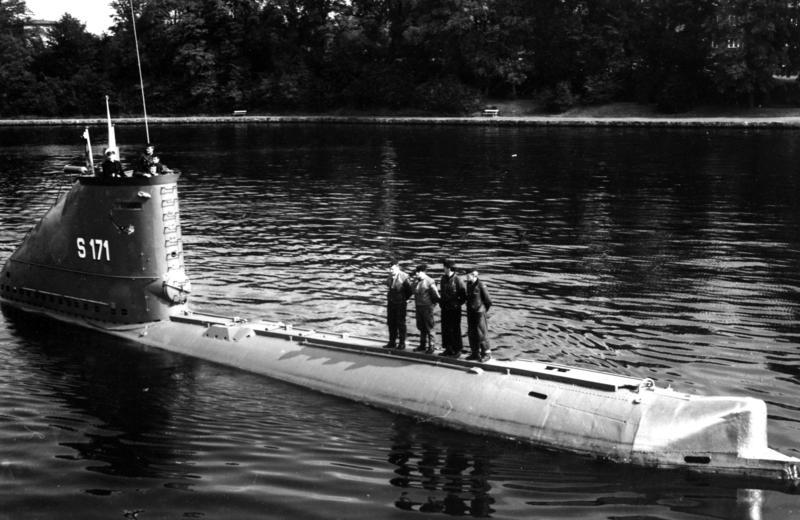
U-Boot Hecht (S 171, ex U 2367)

U 2365 und U 2367 wurden Mitte der 1950er-Jahre gehoben, um in der neu aufgestellten Bundeswehr Verwendung zu finden. Beide Boote wurden von den Kieler Howaldtswerken vollständig überholt und in leicht veränderter Ausführung an die Bundesmarine ausgeliefert. Ex U 2365 erhielt die neue Kennung S 170 und den Namen „U Hai“, ex U 2367 die Kennung S 171 sowie den Namen „U Hecht“. Die Horch- und Funktechnik wurde modernisiert. Um ein Atlas-Sonar aufnehmen zu können (Angriffssonar M1), war der Bug verändert worden.
Am 14. September 1966 kam es zum bisher größten Unfall der westdeutschen U-Boot-Flotte, als „U Hai“ etwa 138 Seemeilen (ca. 255 km) nordwestlich von Helgoland im Gebiet der Doggerbank auf 40 m Tiefe sank. Von den 20 Mann der Besatzung überlebte nur der Obermaat und Koch (Smut) Peter Silbernagel (1943–2013). Er wurde nach mehr als 12 Stunden von einem britischen Trawler aufgenommen.
Das fünf Tage später gehobene Wrack wurde auf einem Prahm nach Emden transportiert und dort verschrottet. Die Außerdienststellung erfolgte am 24. September 1966.
„U Hecht“ wurde am 30. September 1968 außer Dienst gestellt und ebenfalls verschrottet.
| Kennung | Name    | Vormals | Indienststellung | Einheit                     | Außerdienststellung | Verbleib |
| ------- | ------- | ------- | ---------------- | --------------------------- | ------------------- | --- |
| S170    | U Hai   | U 2365  | 15. August 1957  | Ubootlehrgruppe in Neustadt | 24. September 1966  | am 14. September 1966 gesunken (19 Tote, 1 Überlebender), am 19. September 1966 gehoben und anschließend verschrottet |
| S171    | U Hecht | U 2367  | 1. Oktober 1957  | Ubootlehrgruppe in Neustadt | 30. September 1968  | verschrottet |

### Deutsche Demokratische Republik– Volksmarine
Auch in der DDR trug man sich in den 1950er-Jahren mit dem Gedanken an die Wiederaufstellung einer U-Bootwaffe. Diese Absicht wurde jedoch – nicht zuletzt aufgrund der Ereignisse des 17. Juni 1953 – fallengelassen und bereits in einer Einheit in Sassnitz konzentrierte ehemalige U-Boot-Fahrer anderen Einheiten zugewiesen. Die Hebung des durch Kollision mit U 2336 am 18. Februar 1945 vor Heiligendamm gesunkenen U 2344 (drei Überlebende) im Juni 1956 kam dafür eigentlich schon zu spät. Das Boot wurde bei der Neptun Werft in Rostock in ein Schwimmdock verbracht und untersucht. Eine Instandsetzung und Indienststellung erfolgte nicht. Auch zu einer beabsichtigten Verwendung als unbewaffnetes Unterwasserzielschiff für die U-Jagd-Verbände der Volksmarine kam es nicht mehr. Das Boot wurde schließlich 1958 in Rostock verschrottet.

## Technische Daten
- Verdrängung: 234 t aufgetaucht, 258 t getaucht
- Länge: 34,7 m total, 26 m Druckkörper
- Breite: 3 m
- Tiefgang: 3,67 m
- Höhe: 7,7 m
- Leistung: 1 × Sechszylinder-Viertakt-Dieselmotor MWM RS 34 S, 108 Liter Hubraum, 576 PS/ 424 kW Überwasserfahrt, E-Maschine GU 4463/8 580 PS/427 kW Unterwasserfahrt
- Höchstgeschwindigkeit: 10,0 kn Überwasserfahrt, 10,75 kn Schnorchelfahrt, 12,5 kn getaucht, 4,5 kn Schleichfahrt
- Reichweite über Wasser: 2600 sm (4815 km) bei 8 kn, 4450 sm (8241 km) bei 6 kn, 5250 sm (9723 km) bei 5 kn
- Reichweite mit Schnorchel: 2350 sm (4352 km) bei 8 kn, 3100 sm (5741 km) bei 6 kn
- Reichweite getaucht: 21 sm (39 km) bei 12 kn, 35 sm (65 km) bei 10 kn, 62 sm (115 km) bei 8 kn, 110 sm (204 km) bei 6 kn, 194 sm (356 km) bei 4 kn
- Torpedos: 2 Torpedorohre, keine Reservetorpedos
- Besatzung: 14 bis 18 Mann
- Maximale Tauchtiefe: 150 m

### Nach Umbau / Klasse 240
- Verdrängung: 275 t
- Länge: 36,12 m
- Breite: 3 m
- Tiefgang: 3,67 m
- Höhe: 7,7 m
- Leistung: 1 × Sechszylinder-Viertakt-Dieselmotor Maybach MB 820 S1 mit 630 PS / 470 kW Überwasserfahrt, E-Maschine GU 4463/8 580 PS/433 kW getaucht
- Höchstgeschwindigkeit: 9,7 kn Überwasserfahrt, 12,5 kn getaucht
- Reichweite: 2600 sm (4818 km) bei 8 kn Überwasserfahrt, 194 sm (359 km) bei 4 kn getaucht
- Torpedos: 2 Torpedorohre, keine Reservetorpedos
- Besatzung: 14 bis 18 Mann
- Maximale Tauchtiefe: 180 m